# Jerry Blevins
Jerry Richard Blevins (Johnson City, 6 settembre 1983) è un ex giocatore di baseball statunitense.

## Minor League (MiLB)
Dopo aver giocato per due anni all’Università di Dayton, viene selezionato al 17º giro del draft amatoriale 2004 dai Chicago Cubs, come 516ª scelta assoluta. Viene quindi girato ai Boise Hawks, team della Northwest League (A– ) affiliato ai Cubs. Le statistiche sono subito promettenti: in 23 partite (33,1 inning) fa registrare una media PGL di 1,62, con una media battuta per gli avversari particolarmente bassa (.145). Grazie a queste prestazioni ottiene 6 vittorie e 5 salvezze, a fronte di una sola sconfitta, e viene inserito nella selezione all-star della lega. 
Nella stagione 2005, trascorsa in singolo A con i Peoria Chiefs della Midwest League, aumenta le sue presenze in campo (48) ma peggiora sensibilmente il rendimento (3-7 di record vittorie-sconfitte, 5,54 di PGL). Mostra però buone potenzialità come closer, ottenendo 14 salvezze. 
Dopo un 2006 sottotono (6,13 di PGL in 29 partite), nel 2007 si mette subito in mostra giocando 38 partite tra i Daytona Cubs (A+) e i Tennessee Smokies (doppio A). Il 16 luglio, insieme al ricevitore Rob Bowen, viene ceduto dai Cubs agli Oakland Athletics, in cambio del ricevitore Jason Kendall. Passa i due mesi successivi in Minor League con due team affiliati alla franchigia di Oakland: i Sacramento River Cats della Pacific Coast League, con cui debutta in triplo A, e i Midland RockHounds della Texas League (doppio A). Alla fine della stagione in Minor League, farà registrare statistiche incoraggianti: 5 vittorie e 5 sconfitte, 1,63 di PGL, 10 salvezze su altrettante opportunità e .200 di media battuta per gli avversari in 56 partite (77,1 inning).

## Major League (MLB)

### Oakland Athletics (2007-2013)
Debutta nella MLB il 16 settembre 2007, al Coliseum di Oakland contro i Texas Rangers. Finì la prima stagione con una sconfitta e 9,64 di PGL in sole 6 partite (4,2 inning).
Nel 2008 viene impiegato più assiduamente (36 partite, 3,11 di PGL), anche se trascorre metà della stagione con i Sacramento River Cats (28 partite, 2,78 di PGL, 10 salvezze). Le buone prestazioni in triplo A gli valgono un posto tra le all-star della Pacific Coast League e una conferma in prima squadra per l’anno seguente. Anche nel 2009 si divide però tra Oakland (4,84 di PGL, 20 partite) e la vicina Sacramento (3,84 di PGL, 45 partite). 
Nel 2010 riesce finalmente a ritagliarsi un posto stabile in prima squadra, arrivando a giocare 63 partite (48,2 inning). Migliora sensibilmente la sua media PGL (3,70), ottiene per la prima volta un saldo positivo tra vittorie e sconfitte (2-1) e conquista anche la sua prima salvezza in Major League.

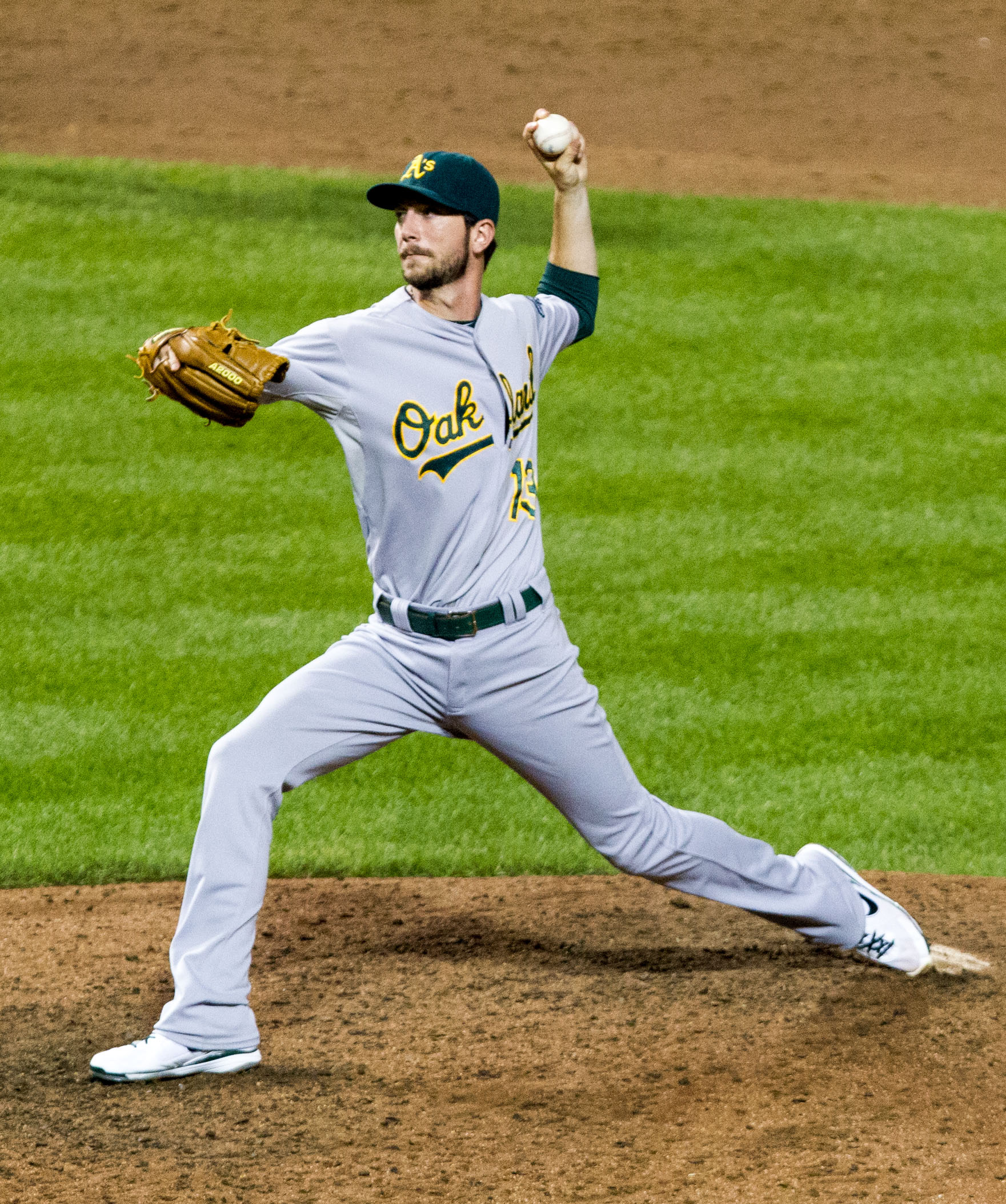
Blevins con gli Athletics nel 2012

Nonostante le buone premesse nel 2011 si ritrova, per l'ultima volta in carriera, a diversi tra gli Athletics (26 partite) e i River Cats (27). Continua comunque la sua maturazione, arrivando a un’ottima media PGL di 2,86.
Il 2012 è l’anno del salto di qualità. In 63 partite (65,1 inning, record personale) ottiene un record di 5-1 e una salvezza. Ottime anche la media PGL (2,48) e la media battuta avversari (solo .201). A ottobre 2012 arrivano anche le prime tre apparizioni ai play-off, contro i Detroit Tigers (3,2 inning lanciati, senza concedere valide).
Il 18 gennaio 2013 firma un contratto annuale da 1,1 milioni di dollari. In 67 partite mette a segno 5 vittorie, ma si lascia sfuggire 4 salvezze (3,15 di PGL). L'11 dicembre viene ceduto ai Washington Nationals per l'esterno sinistro Billy Burns.

### Washington Nationals (2014)
Il 17 gennaio 2014 firma un contratto annuale da 1,675 milioni di dollari. In 64 partite (57,1 inning) ottiene 2 vittorie e 3 sconfitte, con 4,87 di PGL e .229 alla battuta per gli avversari. Il suo rendimento migliora nettamente nei play-off, quando sale sul monte di lancio per tre volte nelle Division Series perse contro i futuri campioni dei San Francisco Giants, e in 3,1 inning non concede valide. Il 12 febbraio 2015 firma il terzo annuale per 2,4 milioni di dollari. 

### New York Mets (2015-2018)

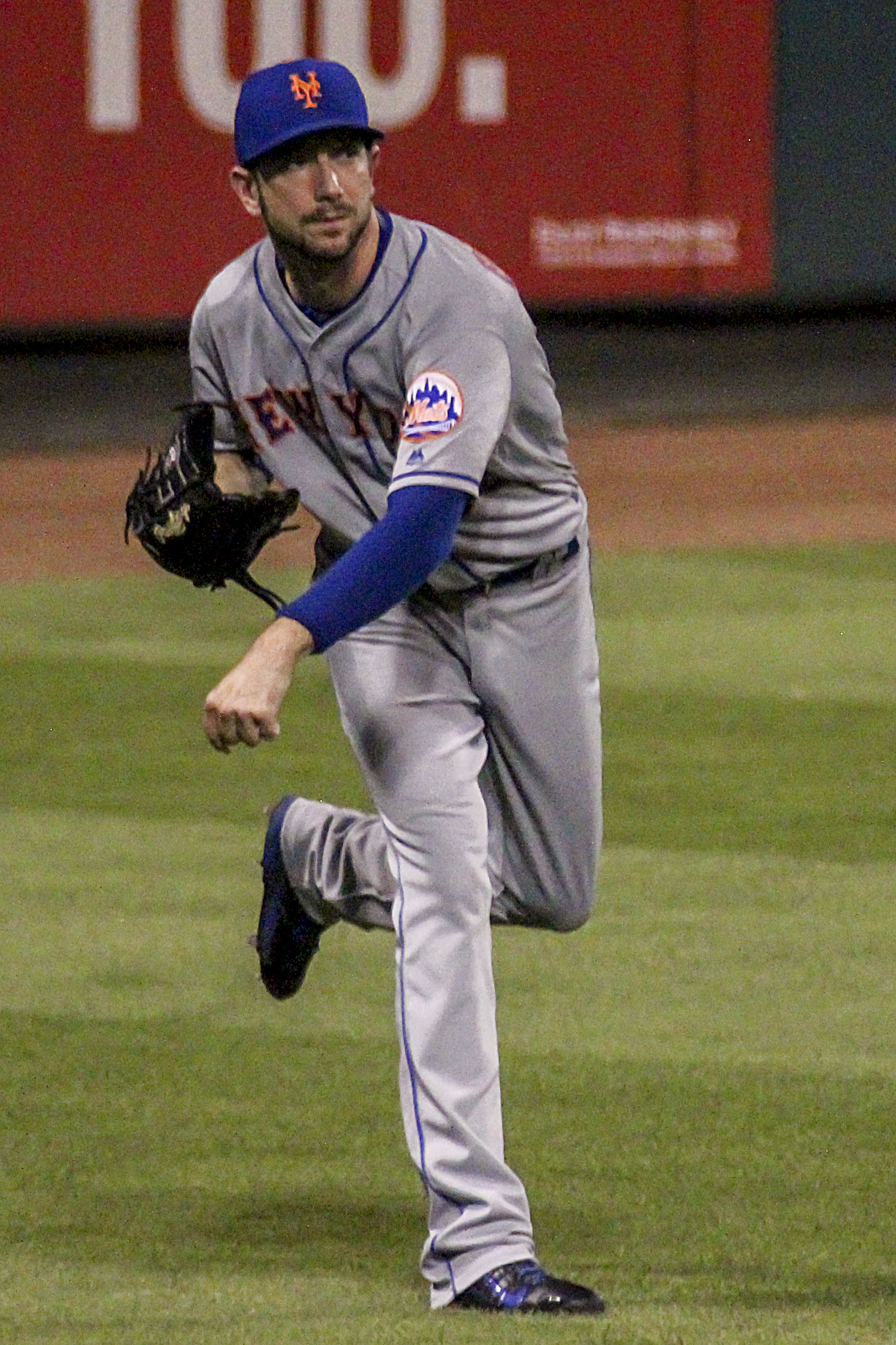
Blevins con i Mets nel 2016

Il 30 marzo 2015 viene ceduto ai New York Mets in cambio dell'esterno centro Matthew den Dekker. A causa di una frattura al radio del braccio sinistro, termina anzitempo la stagione dopo sole 7 partite, senza concedere valide e con una vittoria all’attivo. Il 2 novembre diventa free agent e il 15 dicembre firma un annuale per 4 milioni di dollari. 
Nel 2016 fa registrare il suo record personale di partite giocate (73, ma con soli 42 inning all’attivo). Impiegato per lo più come specialista mancino, contribuisce alla rimonta dei Mets nella corsa play-off, formando con il setup Addison Reed e il closer Jeurys Familia uno dei reparti più affidabili della National League. Lancia prevalentemente un sinker da 89,65 miglia orarie di velocità media e finisce con 4 vittorie e 2 sconfitte, 2,79 di PGL e .229 di media battuta per gli avversari. Per la prima volta dal 2012 mette a referto anche 2 salvezze. Il 3 novembre diventa nuovamente free agent.
Il 14 febbraio 2017 firma con i Mets un contratto annuale da 6,5 milioni di dollari, con un’opzione sul secondo anno a 7 milioni. Viene impiegato principalmente come setup.

### Oakland Athletics e Atlanta Braves (2019)
Il 4 febbraio 2019 ha firmato un contratto con gli Oakland Athletics. Il 28 aprile 2019, Blevins è stato scambiato con gli Atlanta Braves per una somma in denaro. Divenne free agent a fine stagione.

### San Francisco Giants (2020)
Il 12 gennaio 2020, Blevins firmò un contratto di minor league con i San Francisco Giants, che però lo svincolarono il 2 aprile successivo, prima dell'inizio della stagione regolare. Saltò quindi l'intera stagione.

### Ritorno ai Mets e ritiro (2021)
L'11 dicembre 2020, Blevins firmò un contratto di minor league con i New York Mets. Il 27 aprile 2021, Blevins annunciò il ritiro dal baseball professionistico.

## Palmarès

### Minor League
- (1) Mid-Season All-Star della Pacific Coast League (2008)
- (1) Post-Season All-Star della Northwest League (2004)